# Моше бен Нахман
Рамбан (івр. רמב"ן, скорочення від רבי משה בן נחמן‬ — раббі Моше Бен-Нахман, також Нахманід; 1194, Жирона — після 1 270) — один з найбільших авторитетів Галахи і коментаторів Танаха і Талмуда, каббалист, поет.

## Життєпис
Народився і прожив більшу частину життя в Жироні (Каталонія, Арагонське королівство). Навчався у французького тосафіста Йехуди бен Якара. Каббалу вчив у Езри і Азріеля з Жирони. На життя заробляв як медик. У Жироні Рамбан очолював єшиву, яка виховала видатних знавців закону наступного покоління, включаючи р. Шломо бен Адерета і Аарона Алеві. Ймовірно, після смерті раббі Йони Геронде у 1264 році, Рамбан став головним рабином Каталонії. Великим був його вплив на громадське і духовне життя євреїв. Відомо також, що король Хайме I Арагонський радився з ним. Рамбан виступив на підтримку філософських ідей Маймоніда і закликав французьких мудреців скасувати херем проти філософських книг Маймоніда. Під час диспуту з християнами в Барселоні (1263 рік) представляв євреїв і, на думку Маймоніда, здобув перемогу.